# A.C. Milan w sezonie 1932/1933

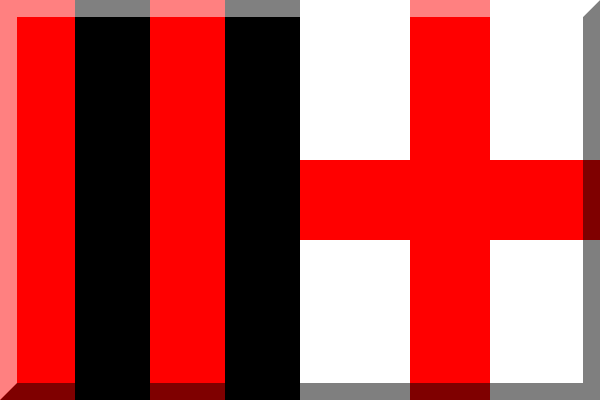
Klubowe barwy Milanu

Osiągnięcia piłkarskiego zespołu A.C. Milan w sezonie 1932/1933.

## Osiągnięcia
- Serie A: 11. miejsce

## Podstawowe dane
- Oficjalna nazwa klubu: Milan Football Club
- Siedziba klubu: Via G. Negri 8
- Boisko: San Siro
- Prezes klubu:  Mario Benazzoli; Komisarz Nadzwyczajny (Luigi Ravasco) (od lipca 1933)
- Trener zespołu:  József Bánás
- Kapitan drużyny:  Mario Magnozzi II